# Pachystylum bremii
Pachystylum bremii là một loài ruồi trong họ Tachinidae.